# 苄草丹
苄草丹（研发代号：A8545C）是一种含氮有机化合物，分子式C
14H
21NOS，属于硫代氨基甲酸酯类除草剂，在欧盟、日本、澳大利亚和新西兰广泛使用。